# Unione Sportiva Mestrina 1964-1965
Questa voce raccoglie le informazioni riguardanti l'Unione Sportiva Mestrina nelle competizioni ufficiali della stagione 1964-1965.

## Rosa
| N. |                   | Ruolo | Calciatore            |
| -- | ----------------- | ----- | --------------------- |
|    | Italia (bandiera) | D     | Paolo Ambrosini       |
|    | Italia (bandiera) | D     | Aldo Bellan           |
|    | Italia (bandiera) | C     | Mario Bresolin        |
|    | Italia (bandiera) | D     | Danilo Campanarin     |
|    | Italia (bandiera) | C     | Bruno Chinellato      |
|    | Italia (bandiera) | A     | Bruno Delle Fratte    |
|    | Italia (bandiera) | A     | Alfredo Fin           |
|    | Italia (bandiera) | C     | Romano Forin          |
|    | Italia (bandiera) | C     | Giovanni Gavagnin     |
|    | Italia (bandiera) | C     | Gianfranco Maschietto |
|    | Italia (bandiera) | C     | Sergio Maso           |
|    | Italia (bandiera) |       | Mazzetto              |

| N. |                   | Ruolo | Calciatore           |
| -- | ----------------- | ----- | -------------------- |
|    | Italia (bandiera) | A     | Elio Messori         |
|    | Italia (bandiera) | P     | Francesco Rettore    |
|    | Italia (bandiera) | C     | Antonio Rinadi       |
|    | Italia (bandiera) |       | Scarpa               |
|    | Italia (bandiera) | C     | Mario Silvestri      |
|    | Italia (bandiera) | A     | Ermanno Tagliapietra |
|    | Italia (bandiera) | A     | Gidone Tedesco       |
|    | Italia (bandiera) | A     | Mario Tonello        |
|    | Italia (bandiera) | D     | Roberto Veglianetti  |
|    | Italia (bandiera) | C     | Fusto Vinicio        |
|    | Italia (bandiera) | C     | Corrado Zamengo      |